# Laufenburg (gemeente)
Laufenburg is een gemeente en plaats in het Zwitserse kanton Aargau aan de Rijn, en maakt deel uit van het district Laufenburg. Laufenburg telt 3.299 inwoners.

## Geschiedenis en Verkeer
Sinds 1803 is Laufenburg vanwege Napoleons 'Mediationsakte', waarbij het kanton Fricktal werd opgeheven, gedeeld in een Duits en Zwitsers gedeelte met de Rijn als grensrivier. Al in 1856 kreeg het Duitse stadsgedeelte een spoorverbinding met station, het Zwitserse stadsdeel pas in 1892.
In 1914 kwam aan de karakteristieke loop van de Rijn met stroomversnelling ter hoogte van de toen nog houten brug uit 1810 ('Laufenbrücke') een abrupt einde door de aanleg van een waterkrachtcentrale iets verderop. De nieuwe brug uit 1911 werd in 1982 ingrijpend gerenoveerd en in het midden, precies op de grens, werd het standbeeld van de Boheemse priester/martelaar Johannes Nepomucenus (1350-1393) teruggeplaatst. In 2004 kwam ten oosten van Laufenburg een nieuwe autowegbrug tot stand om de historische oude brug in het centrum van het stadje te ontlasten.
Op 1 januari 2010 werd de toenmalige zelfstandige gemeenten Sulz (AG) samengevoegd met Laufenburg.